# Lebanon, Indiana
Lebanon är administrativ huvudort i Boone County i den amerikanska delstaten Indiana. Orten grundades den 30 april 1830 av James Perry Drake och George L. Kinnard efter ett beslut av Indianas lagstiftande församling. Felaktiga uppgifter om 1 maj eller årtalet 1831 har förekommit i diverse källor. Adam French kom på namnet Lebanon (engelska för Libanon).